# Samo Udrih
Samo Udrih (n. Celje, Eslovenia; 2 de agosto de 1979) es un exjugador profesional de baloncesto. Jugaba en la posición de escolta.

## Trayectoria deportiva
Udrih comenzó su carrera en las categorías inferiores del KD Hopsi Polzela, club con el que debutó en la primera división del baloncesto esloveno; pero, tras pasar un par de temporadas en la primera plantilla, fichó por el Pivovarna Lasko. De cara al curso baloncestístico 2001/02, fue traspasado al Geoplin Slovan de Liubliana, donde solo permaneció un año antes de recalar en el otro conjunto de la ciudad, el Olimpija; con su nuevo club fue subcampeón de liga y logró el título copero.
En septiembre de 2003 decidió emigrar por primera vez, concretamente para probar con el Maurienne SB, de la Pro B francesa, conjunto con el firmó por lo que restaba de competición, entrando en el Equipo Ideal de Jugadores Bosman de la segunda división gala. Al verano siguiente, disputó la prestigiosa Liga de Verano de Treviso y, tras retornar unos meses al KD Hopsi Polzela, donde registró la mayor anotación individual histórica en Liga Eslovena: 52 puntos, acordó su fichaje por el Hapoel Tel Aviv B.C. israelí, con el que fue finalista de la competición liguera.
Una vez terminada su estancia en el conjunto hebreo, llegó a España de la mano del Akasvayu Girona, que posteriormente lo traspasaría al CB Granada. Tras pasar dos temporadas en el equipo granadino, la directiva del MMT Estudiantes posó sus ojos en Udrih para apuntalar la posición de escolta de cara al curso 2008/2009; aunque solo estuvo una campaña en el club del Ramiro de Maeztu.
El 28 de diciembre de 2011, tras su último periplo en tierras eslovenas, Samo Udrih regresa a España de la mano del CB Valladolid para cubrir la baja del nigeriano Umeh.

## Clubes de su carrera
| Temporadas                | Club                               | País               |
| ------------------------- | ---------------------------------- | ------------------ |
| 1998 / 1999 - 1999 / 2000 | KD Hopsi Polzela                   | Eslovenia          |
| 2000 / 2001               | Pivovarna Lasko                    | Eslovenia          |
| 2001 / 2002               | Geoplin Slovan Ljubljana           | Eslovenia          |
| 2002 / 2003               | Olimpia Ljubljana                  | Eslovenia          |
| 2003 / 2004               | Maurienne SB                       | Francia            |
| 2004 / 2005               | KD Hopsi Polzela / Hapoel Tel Aviv | Eslovenia / Israel |
| 2005 / 2006               | Akasvayu Girona                    | España             |
| 2006 / 2007 - 2007 / 2008 | CB Granada                         | España             |
| 2008 / 2009               | MMT Estudiantes                    | España             |
| 2009 / 2010               | KD Hopsi Polzela                   | Eslovenia          |
| 2010                      | Cibona Zagreb                      | Croacia            |
| 2011/2012                 | CB Valladolid                      | España             |
| 2012/2013                 | KK Zlatorog Laško                  | Eslovenia          |
| 2013/2014                 | KD Hopsi Polzela                   | Eslovenia          |
| 2014                      | BK Inter Bratislava                | Eslovaquia         |
| 2014                      | KD Hopsi Polzela                   | Eslovenia          |
| 2014/2015                 | Scafati Basket                     | Italia             |
| 2015/2016                 | BK Inter Bratislava                | Eslovaquia         |
| 2016/2017                 | KK Celje                           | Eslovenia          |

## Palmarés

### Clubes
| Título            | Club              | País      | Año  |
| ----------------- | ----------------- | --------- | ---- |
| Copa de Eslovenia | Olimpia Ljubljana | Eslovenia | 2003 |